# Saint-Cyr (Saône-et-Loire)
Saint-Cyr ist eine französische Gemeinde mit 765 Einwohnern (Stand 1. Januar 2022) im Département Saône-et-Loire in der Region Bourgogne-Franche-Comté (vor 2016 Bourgogne); sie gehört zum Arrondissement Chalon-sur-Saône und ist Teil des Kantons Tournus (bis 2015 Sennecey-le-Grand).

## Geografie
Saint-Cyr liegt etwa 13 Kilometer südsüdöstlich von Chalon-sur-Saône. Umgeben wird Saint-Cyr von den Nachbargemeinden Varennes-le-Grand im Norden und Nordwesten, Marnay im Norden und Nordosten, Gigny-sur-Saône im Osten und Südosten, Sennecey-le-Grand im Süden, Beaumont-sur-Grosne im Westen und Südwesten sowie Saint-Ambreuil im Westen und Nordwesten.

## Bevölkerungsentwicklung
| Jahr                      | 1936 | 1954 | 1962 | 1968 | 1975 | 1982 | 1990 | 1999 | 2006 | 2013 |
| Einwohner                 | 436  | 412  | 394  | 373  | 335  | 443  | 519  | 572  | 648  | 755  |
| Quelle: Cassini und INSEE |      |      |      |      |      |      |      |      |      |      |

## Sehenswürdigkeiten

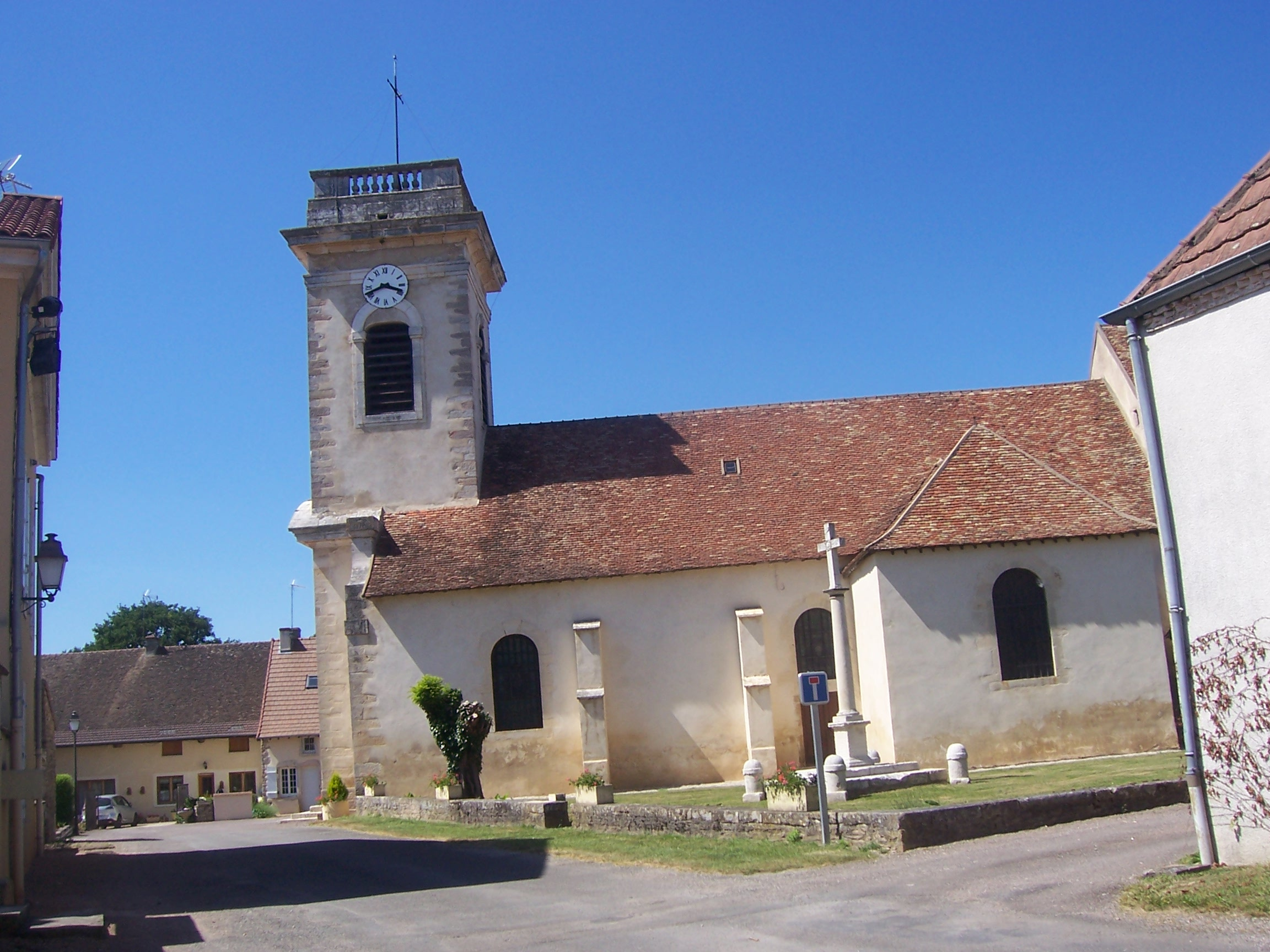
Kirche Saint-Cyr-et-Sainte-Julitte

- Kirche Saint-Cyr-et-Sainte-Julitte, seit 2001 Monument historique

## Persönlichkeiten
- Claude Félix Abel Niépce de Saint-Victor (1805–1870), Chemiker und Physiker